# Mandelieu-la-Napoule
 Mandelieu-la-Napoule  es una población y comuna francesa, en la región de Provenza-Alpes-Costa Azul, departamento de Alpes Marítimos, en el distrito de Grasse. Es el chef-lieu del cantón de Mandelieu-Cannes-Ouest.

## Demografía
| 9                         | 33 | 29 | 89 | 256 | 111 | 305 | 433 | 334 | 495 | 423 | 455 | 423 | 714 | 835 | 779 | 984 | 1 695 | 1 260 | 1 517 | 1 723 | 2 376 | 2 343 | 2 342 | 2 378 | 2 962 | 3 981 | 6 124 | 9 535 | 14 283 | 16 493 | 17 870 | 20 621 |
| (Fuente: INSEE y Cassini) |    |    |    |     |     |     |     |     |     |     |     |     |     |     |     |     |       |       |       |       |       |       |       |       |       |       |       |       |        |        |        |        |